# 虞政平
虞政平（1968年4月—），江西余干县人，中国法学家。

## 生平
1989年，毕业于华东政法学院法学学士，1998年毕业于北京大学国际经济法专业法学硕士，2001年毕业于中国政法大学获得民商法专业法学博士。之后供职于北京大学、清华大学、中国政法大学、江西财经大学、国家法官学院等。2014年，获第七届全国十大杰出青年法学家。后任最高人民法院审判监督庭副庭长、中华人民共和国最高人民法院第二巡回法庭副庭长。2016年12月，任最高人民法院第三巡回法庭副庭长。